# 붉은가시쥐
붉은가시쥐 또는 인도말레이시아가시쥐(Maxomys surifer)는 쥐과에 속하는 설치류의 일종이다. 캄보디아와 인도네시아, 라오스, 말레이시아, 미얀마, 태국, 싱가포르, 베트남에서 발견된다.

## 특징
꼬리 길이 149~227mm를 제외한 몸길이가 170~226mm인 보통 크기의 설치류다. 발 길이는 32~47mm이고 귀 길이는 20~28mm, 몸무게는 최대 284g이다. 짧은 가시털 형태의 털을 갖고 있다. 등 쪽은 오렌지색 또는 불그스레한 갈색을 띠고, 등 가운데 척추를 따라 짙은 색을 띤다. 배 쪽은 희다. 핵형은 2n=52, FN=64~66이다.

## 생태
땅 위에서 주로 생활하는 육성성 동물이고, 야행성 동물이다. 낮 동안에는 굴 속에서 대부분의 시간을 보낸다. 먹이는 식물과 떨어진 열매, 곤충, 달팽이, 작은 무척추동물이다. 굴 속에 자신이 모은 견과류를 저장한다. 암컷이 한 번에 2~5마리의 새끼를 낳는다. 1~2개의 입구를 가진 짧은 길이의 굴 안의 신선한 잎으로 지은 둥지 속에 새끼를 낳는다.

## 분포 및 서식지
중국 남부와 인도차이나, 보르네오섬, 수마트라섬, 자와섬, 인근 제도에 널리 분포한다. 일차림에서 서식하지만 해발 1,630m 이하의 이차림에서는 발견되지 않는다.